# Dietrich Kübler
Dietrich Kübler (* 10. Juli 1950 in Hüttenthal) ist ein deutscher Landwirt und ehemaliger Landrat des Odenwaldkreises.

## Leben
Kübler ist staatlich geprüfter Land- und Forstwirtschaftsmeister und leitet seit 1984 den elterlichen Landwirtschaftsbetrieb. Ab 1980 beteiligte sich Kübler bei der Überparteilichen Wählergemeinschaft Odenwaldkreis (ÜWG), für die er seit 1994 dem Kreisausschuss des Odenwaldkreises angehörte. 2005 übernahm er das Amt des Ersten Kreisbeigeordneten und wurde somit Stellvertreter des damaligen Landrats Horst Schnur.
Bei der Landratswahl 2009 verfehlte Kübler im ersten Wahlgang mit 47,9 % der Stimmen knapp die erforderliche absolute Mehrheit. In der darauffolgenden Stichwahl am 29. März trat er allein an, da die zweitplatzierte Erika Ober (SPD, 28,1 %) auf eine Kandidatur verzichtete. Im zweiten Wahlgang wurde Kübler bei einer Wahlbeteiligung von 29,58 % mit 86,6 % der Stimmen zum Landrat gewählt.
Vom 1. September 2009 bis zum 31. August 2015 war er Landrat des Odenwaldkreises. Er ist (Stand: Februar 2024) der einzige Landrat des Odenwaldkreises seit 1945, der nicht der SPD angehörte. Nach Ermittlungen wegen Untreue im Amt (siehe Abschnitt Strafverfahren) verlor er zudem als einziger Amtsinhaber seit 1945 eine Wahl, indem er bei der Landratswahl 2015 lediglich 41,1 % der Stimmen erzielte. Nach Küblers Ansicht hatte das Strafverfahren eine entscheidende Rolle gespielt. Zu seinem Nachfolger im Amt wurde mit 58,9 % der Stimmen Frank Matiaske (SPD) gewählt, der das Amt am 1. September 2015 übernahm.

## Strafverfahren wegen Untreue und Vorteilsannahme im Amt
Im Juni 2013 wurden erstmals öffentlich Anhaltspunkte für eine rechtswidrige Einflussnahme durch Kübler auf das Vergabeverfahren für ein neues Standortmarketing des Odenwaldkreises in den Jahren 2011 und 2012 bekannt. Die Ermittlungen der Staatsanwaltschaft wurden jedoch zunächst eingestellt.
Nach Küblers Niederlage bei der Landratswahl am 15. März 2015, jedoch noch vor Ende seiner Amtszeit am 31. August 2015, widerrief die Wirtschafts- und Infrastrukturbank Hessen dem Odenwaldkreis gewährte Fördermittel in Höhe von rund 70.000 Euro wegen vier schwerer Verstöße im Vergabeverfahren, die jeweils für sich genommen einen Widerruf zwingend machten. In einer ausführlichen Begründung wurde dargelegt, wie Kübler die Werbeagentur eines langjährigen Freundes, die auch seinen Wahlkampf betreute, trotz fehlender Unterlagen nachträglich in die Endauswahl aufnahm und gegen Abstimmungen zugunsten von Mitbewerbern so lange intervenierte, bis der Auftrag an seinen Wunschkandidaten vergeben worden war, der schließlich 140.000 Euro dafür abrechnete. Mitarbeiter des Rechtsamts des Kreises, die in drei Gutachten massiv davor warnten und auf den zu erwartenden Schaden für den Landkreis hinwiesen, sollen von Kübler erheblich unter Druck gesetzt worden sein. Der WI-Bank wurde unterdessen nur ein viertes, abgeschwächtes Gutachten weitergeleitet.
Im Juni 2015 nahm die Staatsanwaltschaft Darmstadt ihre Ermittlungen gegen Dietrich Kübler wegen Untreue zu Lasten des Odenwaldkreises wieder auf. Im Juli 2017 kam es zum Prozess vor dem Schöffengericht des Amtsgerichts Michelstadt. Am 20. Dezember 2017 wurde eine Freiheitsstrafe von sieben Monaten und eine Strafzahlung von 25.000 Euro an karitative Einrichtungen verhängt. Die Haftstrafe wurde auf drei Jahre zur Bewährung ausgesetzt. Staatsanwaltschaft und Verteidigung legten Berufung gegen das Urteil ein.
Am 13. Januar 2022 begann das Berufungsverfahren vor der 8. Kleinen Strafkammer des Landgerichts Darmstadt. Vorgesehen waren zunächst zwölf Sitzungstage. Nachdem der Vorsitzende Richter am ersten Verhandlungstag trotz festgestellten Fehlverhaltens Küblers Bedenken geäußert hatte, ob diesem die formelle Auftragsvergabe durch den Geschäftsführer einer Tochtergesellschaft des Kreises strafrechtlich als Untreue zugerechnet werden könne, wurde das Verfahren bereits am zweiten Verhandlungstag, dem 19. Januar 2022, gegen die Auflage einer Zahlung von 10.000 Euro an einen gemeinnützigen Verein eingestellt. Die Staatsanwaltschaft teilte zwar nicht die Rechtsauffassung des Gerichts, stimmte der Einstellung des Verfahrens jedoch zu, weil wegen der mehrjährigen Verfahrensverzögerung beim Landgericht Strafnachlässe drohten.

## Belege
1. ↑  Landratsstichwahl auf dem Wahlportal des Odenwaldkreises, abgerufen am 18. Februar 2024.
2. ↑  hr-online: Machtwechsel im Odenwaldkreis (Seite nicht mehr abrufbar, festgestellt im Dezember 2023. Suche in Webarchiven)  Info: Der Link wurde automatisch als defekt markiert. Bitte prüfe den Link gemäß Anleitung und entferne dann diesen Hinweis.
3. ↑  hr-online: Archivierte Kopie (Memento vom 7. April 2015 im Internet Archive)
4. ↑  http://www.main-echo.de/regional/franken-bayern/art4005,3525087
5. ↑  Echo Online: Staatsanwalt ermittelt gegen Landrat des Odenwaldkreises (Memento vom 2. Juli 2013 im Internet Archive)
6. ↑  pdh: 9. Verhandlungstag im Strafverfahren gegen Odenwälder Ex-Landrat Dietrich Kübler. In: de-fakt.de. 25. Oktober 2017, abgerufen am 18. Februar 2024.
7. ↑  https://www.morgenweb.de/bergstraesser-anzeiger_artikel,-bergstrasse-verfahren-gegen-ex-landrat-eroeffnet-_arid,1076871.html
8. ↑  Jörg Schwinn: Bewährungsstrafe für Ex-Landrat des Odenwaldkreises. In: echo-online.de. 20. Dezember 2017, abgerufen am 26. Februar 2024.
9. ↑  http://www.de-fakt.de/bundesland/hessen/details/?tx_ttnews%5Btt_news%5D=3103&cHash=06373f43ed72b525f0d70d8301accafd
10. ↑  https://www.morgenweb.de/bergstraesser-anzeiger_artikel,-bergstrasse-auch-ex-landrat-geht-in-berufung-_arid,1175375.html
11. ↑  Ex-Landrat Dietrich Kübler: Berufungsverfahren ab 13. Januar 2022. In: de-fakt.de. 22. September 2021, abgerufen am 13. Oktober 2021.
12. ↑  Hans Dieter Erlenbach: Strafverfahren wegen Untreue: Genugtuung für ehemaligen Odenwald-Landrat. In: faz.net. Abgerufen am 22. Mai 2022.

| Personendaten    | Personendaten     |
| ---------------- | ----------------- |
| NAME             | Kübler, Dietrich  |
| KURZBESCHREIBUNG | deutscher Landrat |
| GEBURTSDATUM     | 10. Juli 1950     |
| GEBURTSORT       | Mossautal         |